# Longdu, Guangdong
Longdu (kinesiska: 隆都) är en köping i sydöstra Kina. Den ligger i stadsdistriktet Chenghai i staden Shantou i provinsen Guangdong, omkring 360 kilometer öster om provinshuvudstaden Guangzhou. Antalet invånare är 72 421. Befolkningen består av 36 645 kvinnor och 35 776 män. Barn under 15 år utgör 16,0 %, vuxna 15-64 år 72 %, och äldre över 65 år 10,0 %.